# Vermiculariopsiella immersa
Vermiculariopsiella immersa är en svampart som först beskrevs av Jean Baptiste Desmazières, och fick sitt nu gällande namn av Bender 1932. Vermiculariopsiella immersa ingår i släktet Vermiculariopsiella och familjen Helminthosphaeriaceae.   Inga underarter finns listade i Catalogue of Life.